# Firebreather (téléfilm)
Cet article concerne un téléfilm d'animation américain. Pour la bande dessinée dont il a été adapté, voir Firebreather.
Pour plus de détails, voir Fiche technique et Distribution.
Firebreather est un téléfilm d'animation américain réalisé par Peter Chung diffusé pour la première fois en 2010 aux États-Unis sur la chaîne Cartoon Network. C'est une adaptation télévisuelle du comic américain du même nom, Firebreather, scénarisé par Phil Hester et dessiné par Andy Khun et dont la parution a commencé en 2003. Le téléfilm a été diffusé pour la première fois en France fin décembre 2011.

## Résumé
Tout commence environ 16 ans avant le début de l'action principale. C’était le dernier jour de la guerre entre les humains et des monstres géants, les Kaijūs. On dit que ce jour-là, une femme, Margaret, sauva la Terre entière par son courage. C’est aussi le jour où elle rencontra le père de Duncan, Belloc.
L’histoire continue à l'époque contemporaine. Duncan est maintenant un adolescent qui va au lycée, mais ce n’est pas un adolescent comme les autres : Il est mi-humain, mi-Kaiju. De ce fait, il a une apparence différente des autres jeunes de son âge : sa peau est orange et recouverte d’écailles, il mange du charbon...
C’est son premier jour au lycée, mais il est inquiet à cause de son apparence et des déboires qu’il a eus à cause de ça. Il a dû changer plusieurs fois d’école parce qu’il est entré en conflit avec des élèves. Sur le chemin du lycée, il croise Jenna, puis Troy et sa bande. Puis en cours il rencontre Isabel et Kenny, qui deviendront ses amis. Ces deux là sont des spécialistes des Kaiju. Isabel va commencer à se rapprocher de Duncan par intérêt.
Duncan a un prof de sport assez spécial. Il se trouve que c’est le Colonel Barnes. Il est là pour veiller sur lui. Durant le cours, Duncan va montrer qu’il est capable de battre les sportifs. La bande de Troy n’accepte pas cet affront et partent à sa poursuite car il a fui pour éviter la bagarre. Mais ce qu’il voulait éviter arrive. Se retrouvant bloqué face à Troy, il lui crache du feu dessus par pur réflexe, découvrant par là un nouveau pouvoir. Barnes est intervenu à temps pour calmer les tensions, et emmène Duncan se faire examiner par le Dr. Patel au laboratoire du MEGTAF. 
Un peu plus tard, Duncan est invité à une fête, qui sera gâchée par l’arrivée de Belloc, son père. Duncan se retrouve alors face à son destin. Son père l’attrape, le ramène dans son repaire, et lui explique ce qu’il attend de lui : qu’il lui succède au trône des Kaiju et par conséquent qu’il mène les Kaiju durant la guerre qui se prépare contre les humains. Duncan refuse ce rôle, mais son père ne lui laisse pas le choix. Il annonce à ses pairs que Duncan sera son successeur et le lance dans une sorte de lave. Il en ressort transformé, a pris sa forme de Kaiju, et se met à cracher du feu avant de s’effondrer.
Il se relève au beau milieu d’un désert, puis marche en direction de la ville. De retour chez lui, il discute avec sa mère et se sent responsable de ce qui est arrivé. Il est plein de doutes et se pose des questions sur lui-même : est-il humain ou est-il Kaiju ? Le lendemain, il retourne au lycée et essaye tant bien que mal de passer inaperçu, mais tout le monde le félicite, Isabel ayant raconté que Duncan avait attiré l'attention du Kaiju pour permettre aux autres de fuir. Seul Troy le déteste toujours autant. Il discute avec Jenna et réussit à l’inviter au bal.
À la fin des cours, alors que Barnes était censé le ramener au MEGTAF, il fait un détour espérant tomber sur le repaire des Kaiju. L’appareil est assailli de pierres et Duncan et Barnes s’éjectent. Duncan se retrouve alors au beau milieu d’un test de son père : il doit combattre un Kaiju et le tuer. Mais Duncan n’ira pas jusque-là. C’est un missile des hommes de Barnes qui le tue. Lui et ses hommes commencent alors à s’attaquer à Belloc avant qu’il ne se rende et accepte de se faire enfermer.
Le soir du bal arrive. Duncan est accompagné de Jenna, et Kenny et Isabel les ont rejoints. Tout se passe bien jusqu’à ce que, par jalousie, Kenny révèle le secret de Duncan. Puis la situation va s’envenimer quand deux Kaiju, Abbadon et Astaroth, débarquent pour s’attaquer à Duncan. Il réussit à les entraîner en dehors de la ville tandis que Margaret, accompagnée de Jenna, prévient Belloc de ce qu’il se passe. Belloc s’enfuit alors de sa cage et vient aider son fils. Il se fait à son tour attaquer, mais Margaret intervient en faisant exploser son avion sur eux. S’en suivra une bataille jusqu’à ce que Duncan ruse et réussisse à faire qu’Abaddon retourne son coup contre Astaroth, et inversement. Alors que son père lui demande de les tuer, Duncan trouve une autre solution : les recouvrir de neige. Il va alors provoquer une avalanche, tout en protégeant les personnes auxquelles il tient. Il finit par maîtriser les deux Kaiju. En effet, en dehors de Belloc (qui crache du feu), les kaijus sont à sang froid et la chute brutale de température leur a fait entamer un cycle d'hivernation.
Le lendemain, les agents du MEGTAF arrivent sur place et capturent les Kaiju pour les enfermer. Belloc se laisse capturer, mais dit à son fils qu’il est fier de lui. Duncan rejoint alors Jenna et discute avec elle. Elle lui dit qu’ils se retrouveront au lycée le lundi. Sa mère lui dit qu’il est temps de rentrer, mais il préfère rentrer par ses propres moyens et prend son envol.

## Fiche technique
- Titre original : Firebreather
- Réalisation : Peter Chung
- Scénario : James Krieg
- Studio de production : Cartoon Network Studios
- Pays :  États-Unis
- Langue : anglais américain
- Dates de première diffusion : 
  -  États-Unis : 24 novembre 2010 sur Cartoon Networks
  -  France : 18 décembre 2011

## Distribution

### Voix Originales
- Jesse Head  : Duncan Rosenblatt
- Dana Delany : Margaret Rosenblatt
- Kevin Michael Richardson : Belloc
- Reed Diamond : Blitz Barnes
- Amy Davidson : Jenna Shwartzendruber
- Tia Texada : Isabel Vasques
- Dante Basco : Kenny Rogers
- Josh Keaton : Troy Adams
- Grey DeLisle : Ms. Dreakford
- Billy Evans : Steve
- Jameson Moss : Big Rob
- Nicole Sullivan : Dr. Pytel
- Tom Tartamella : Whitey
- Anthony Williams : Principal Dave, père de Troy

### Voix Françaises
- M. Pokora[1] : Duncan Rosenblatt
- Brigitte Aubry : Margaret Rosenblatt
- Marc Bretonnière : Belloc, Blitz Barnes
- Marie Nonnenmacher : Jenna Shwartzendruber
- Isabelle Desplantes : Isabel Vasques
- Vincent de Boüard : Kenny Rogers
- Bruno Méyère : Troy Adams